# Jack Valenti
Jack Valenti (Houston, Texas, 5 de septiembre de 1921 - Washington D. C., 26 de abril de 2007) fue un presidente de la Asociación Cinematográfica de Estados Unidos (MPAA).

## Biografía
Hijo de John Valenti y Alexandra Valenti. Después de volver de la Segunda Guerra Mundial, tras ganar una medalla como piloto, se graduó en la Universidad de Houston y la de Harvard.
Casado con Mary Margaret Valenti desde 1962 con quien compartía tres hijos.
Como miembro de la asociación MPAA ha estado ligado a la Casa Blanca durante 38 años.
Poco antes de fallecer estaba escribiendo sus memorias titulada: This Time, This Place: My Life in War, the White House, and Hollywood.
Para Steven Spielberg ha sido el mejor embajador de Hollywood.

## Libros
- Ten Heroes and Two Heroines (1957)
- The Bitter Taste of Glory (1971)
- A Very Human President (1976; ISBN 0-671-80834-6)
- Protect and Defend (1992; ISBN 0-385-41735-7)
- Speak Up With Confidence (2002; ISBN 0-7868-8750-8)
- This Time This Place (2007; ISBN 0-307-34664-1 )

- Datos: Q1380767
- Multimedia: Jack Valenti / Q1380767